# Nontuela
Nontuela – miasto w Chile, w regionie Los Ríos, w prowincji Ranco.